# Törökszentmiklós (stacja kolejowa)
Törökszentmiklós (węg. Törökszentmiklós vasútállomás) – stacja kolejowa w Törökszentmiklós, w komitacie Jász-Nagykun-Szolnok, na Węgrzech. 
Stacja znajduje się na ważnej linii 100 Budapest – Cegléd – Szolnok – Debrecen – Nyíregyháza i obsługuje pociągi wszystkich kategorii. 

## Linie kolejowe
- Linia 100 Budapest – Cegléd – Szolnok – Debrecen – Nyíregyháza